# Guillermo Francos
Guillermo Alberto Francos  (Puerto Belgrano, 20 de abril de 1950) es un abogado y político argentino. Desde el 3 de junio de 2024, se desempeña como jefe de Gabinete de Ministros de la Nación Argentina bajo la presidencia de Javier Milei. 
Fungió como concejal de la Capital Federal entre 1985 y 1993, diputado nacional entre 1997 y 2000, como presidente del Banco de la Provincia de Buenos Aires durante la gobernación de Daniel Scioli y fue representante de la Argentina ante el Banco Interamericano de Desarrollo, en la presidencia de Alberto Fernández.

## Biografía
Nació el 19 de abril de 1950 en el hospital naval de la Base Naval Puerto Belgrano siendo hijo del vicealmirante Raúl J. Francos, oficial comprometido en el movimiento cívico-militar que dio origen al golpe de Estado autodenominado Revolución Libertadora de 1955 que derrocó al presidente constitucional Juan Domingo Perón,    y de María Susana Del Busto. Por el lado de su madre, Francos es descendiente del brigadier general Estanislao López, caudillo y militar federal, gobernador de la provincia de Santa Fe entre 1818 y 1838. 
Hizo sus estudios primarios en el Colegio Nacional de Punta Alta y sus estudios secundarios en el Colegio del Salvador, donde fue alumno de Jorge Bergoglio, el futuro Papa Francisco. 
Entre 1968 y 1974, Francos estudió derecho en la Universidad del Salvador. Allí comenzó a participar en política, siendo presidente del Centro de Estudiantes de la universidad, en agrupaciones de centro-derecha. En 1974, Francos se recibió de abogado, especializándose en derecho marítimo.
Durante los gobiernos de facto de Roberto Marcelo Levingston y Alejandro Agustín Lanusse, entre 1970 y 1973, se desempeñó como secretario privado del Ministerio de Justicia, en las gestiones de Jaime Perriaux, Ismael Bruno Quijano, y Gervasio Colombres. Luego trabajó como abogado del Departamento de Asuntos Jurídicos del Ministerio de Justicia en la presidencia de María Estela Martínez de Perón entre 1974 y 1976, y entre 1976 y 1985, entre los gobierno de Jorge Rafael Videla y Raúl Alfonsín, como Director del Instituto Nacional de Crédito Educativo. 

### Carrera política
En 1973, cuando contaba con apenas 23 años, Francos colaboró en la campaña presidencial de Francisco Manrique, antiguo oficial de la Marina, que ese año compitió por la presidencia en dos oportunidades, tanto en marzo, cuando fue electo Héctor Cámpora como en septiembre, cuando fue electo Perón. 
En 1982, con el inicio del proceso democrático en la Argentina, que culminó con la elección general de 1983, Francos comenzó a militar en política partidaria, afiliándose al Partido Federal que lideraba Francisco Manrique, candidato a presidente de la Nación en 1973 y 1983. En 1985 fue elegido concejal de la Capital Federal con mandato hasta 1989. Dentro del Partido Federal, Francos ocupó todos los cargos partidarios, desde vocal de la Junta Seccional de la Circunscripción 18ª de la Capital Federal en 1982, hasta Presidente de la Junta Metropolitana del Partido Federal.

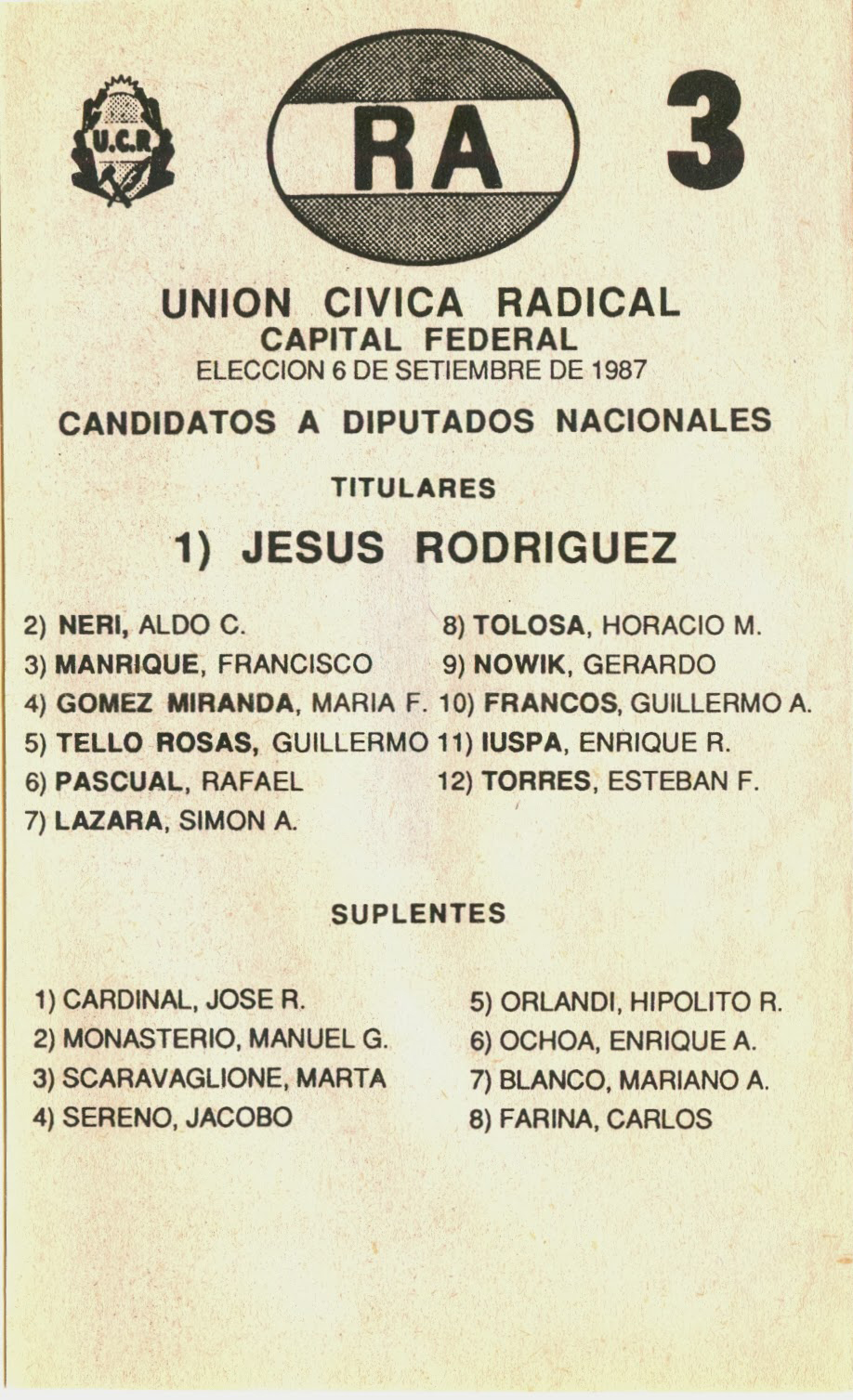
Boleta electoral de la UCR en 1987

En las elecciones legislativas de 1987, Francos fue candidato a diputado nacional por la Unión Cívica Radical, siendo uno de los tres extrapartidarios que figuraron como candidatos del radicalismo en compañía de Manrique y Simón Lázara, del Partido Socialista Unificado, en el marco de la política de "Convergencia Democrática" desarrollada por el presidente Raúl Alfonsín, que acercó al Partido Federal a integrar las listas del radicalismo tanto en la Capital Federal como en la provincia de Buenos Aires. En 1988, luego del fallecimiento de Manrique, Francos presidió el Partido Federal. 
En 1989, Francos fue uno de los impulsores de la formación de la Confederación Federalista Independiente, que apoyó la candidatura presidencial del radical Eduardo Angeloz y la candidatura de Fernando de la Rúa a senador nacional por la Capital Federal. En las mismas elecciones Francos fue reelecto como concejal por la Capital Federal con mandato hasta 1995. 
En 1991 encabezó la lista de candidatos a diputados nacionales del Partido Federal bajo la promesa de "defender la estabilidad con crecimiento y solidaridad social", pero el PF apenas consiguió el 0,58% de los votos y no logró ser electo al Congreso. 
En 1994, Francos renunció a su cargo como concejal luego de ser nombrado Subsecretario de Inspección General de la Ciudad de Buenos Aires, durante la intendencia de Saúl Bouer, su llegada al cargo hizo mermar la magnitud del sistema de coimas que se desarrollaba en la ciudad. 
Para 1995, Francos y el Partido Federal apoyaron la candidatura del presidente Carlos Menem y en las elecciones legislativas de ese año, se presentó como candidato a diputado nacional y a senador nacional, en una alianza con el Partido Demócrata de la Capital Federal, pero no fue electo para ninguno de los cargos.
En 1996 fue candidato a Vicejefe de Gobierno en las Elecciones de la Ciudad Autónoma de Buenos Aires de 1996 acompañando a Gustavo Beliz en una alianza entre los partidos Nueva Dirigencia, Partido Federal y el conservador Partido Demócrata de la Capital Federal logrando 247.500 votos, el 13,10% del total de los sufragios. 
En abril de 1997, acompañó a Domingo Cavallo en la fundación del partido Acción por la República (AR), luego que Cavallo abandonara el gobierno nacional de Menem, el año anterior, denunciando casos de corrupción. Durante ese tiempo, Francos ejerció como la mano derecha de Cavallo siendo su principal operador político y su abogado personal. Francos fue electo diputado nacional en 1997, presidiendo el bloque de diputados de AR. En 1999, Francos fue el jefe de campaña de la candidatura de Cavallo a presidente de la Nación. A finales del año 2000 renunció a su banca a consecuencia de un «cansancio moral» que dijo tener a raíz del «deterioro institucional» producido por los presuntos sobornos para la aprobación de la reforma laboral. Luego, siguió trabajando junto a Cavallo como su asesor al asumir el cargo de Ministro de Economía de Fernando de la Rúa en marzo de 2001. Fue candidato a senador nacional en la provincia de Buenos Aires en las elecciones de octubre de 2001 pero no fue elegido. 
Después de la renuncia de Cavallo al ministerio en diciembre de 2001 a raíz de la crisis económica y al alejamiento del exministro de la política activa, Francos asumió la jefatura de Acción por la República. Durante 2002, continuó ejerciendo como el principal operador político de Cavallo y lo defendió en la prensa ante las denuncias que se le hacían en la Justicia: «En la Argentina, los jueces responden a situaciones políticas y a ciertas personalidades políticas que tienen mayor predicamento público. En el país no existe seguridad de ser tratado con las garantías de la Constitución». Realizó apariciones en los primeros actos de campaña del candidato presidencial Ricardo López Murphy y apoyo su candidatura a la presidencia. En 2003, desde su cargo como presidente de AR, apoyó la candidatura de Luis Patti como candidato a gobernador de Buenos Aires.
En 2005, Francos tuvo dos frentes internos de disputa dentro de Acción por la República. La primera lucha interna fue con Domingo Cavallo a causa de las candidaturas para las elecciones legislativas de ese año, la segunda con el diputado César Albrisi, quien buscaba situar a AR dentro del peronismo, en especial con sectores vinculados al duhaldismo bonaerense. Cavallo intentó candidatearse a diputado nacional por la Ciudad de Buenos Aires. Francos se opuso tanto a la idea de Cavallo de presentar su candidatura como a la idea de Albrisi de integrar una alianza con el peronismo no kirchnerista, logrando bloquear ambas iniciativas y triunfando su posición de buscar concretar la realización de un frente electoral de centro-derecha con Mauricio Macri, López Murphy y Jorge Sobisch.
En paralelo a su actividad política, Francos comenzaría a trabajar en la actividad privada, dentro del Grupo Eurnekian, ocupando diversas funciones directivas, como la de Director de Aeropuertos Argentina 2000 y presidente de ARG Línea Privada Argentina, ex LAPA.
En 2007 fue designado como presidente del Banco de la Provincia de Buenos Aires por el gobernador Daniel Scioli, cargo que desempeñó entre el 2007 y 2011.En 2008, Francos fungió como director de Visa Argentina. En 2009 creó la empresa Provincia Microcréditos, empresa del Banco Provincia que sigue vigente bancarizando a trabajadores independientes sin acceso a la financiación. En 2012 fue nombrado director de Corporación América, donde conoció al que sería economista jefe de dicho grupo, Javier Milei y al futuro jefe de gabinete Nicolás Posse.
En 2015, participaría de la campaña presidencial de Daniel Scioli, desde la Fundación Acordar.
En 2019, Francos fue delegado como representante de la Argentina ante el Banco Interamericano de Desarrollo, por el presidente Alberto Fernández, luego de la intermediación de Gustavo Béliz.
En agosto de 2023, Francos renunció al cargo de representante de Argentina ante el BID, para incorporarse en el equipo de Javier Milei, en el contexto de las elecciones presidenciales de ese año. Luego de la victoria electoral de Milei, coordinó junto a Diana Mondino, Nicolás Posse y Karina Milei la transición de mando entre el gobierno saliente y el entrante.

#### Ministro del Interior
El 10 de diciembre de 2023, con el inicio de la administración de Javier Milei, fue posicionado como ministro del Interior de la Nación Argentina. Durante los primeros meses, Francos se desempeñó como uno de los actores relevantes en la relación con el Congreso de la Nación en búsqueda de la aprobación del proyecto de Ley de Bases y Puntos de Partida para la Libertad de los Argentinos.

#### Jefe de Gabinete de Ministros
El 27 de mayo de 2024, Nicolás Posse fue cesado por Javier Milei por diferencia de criterios a su cargo como Jefe de Gabinete de Ministros, siendo reemplazado por Francos. Todas las competencias que anteriormente pertenecían al Ministerio del Interior, del cual Francos era titular, pasaron a depender de la Jefatura de Gabinete de Ministros. El presidente Javier Milei tomo juramento a Guillermo Francos el 3 de junio de 2024 para asumir oficialmente como el nuevo Jefe de Gabinete.

## Historial electoral
|  | 5,45 % |

|  | 39,06 % |

|  | 5,52 % |

|  | 2,53 % |

|  | 2,31 % |

|  | 13,10 % |

|  | 17,06 % |

|  | 1,70 % |